# Papel térmico

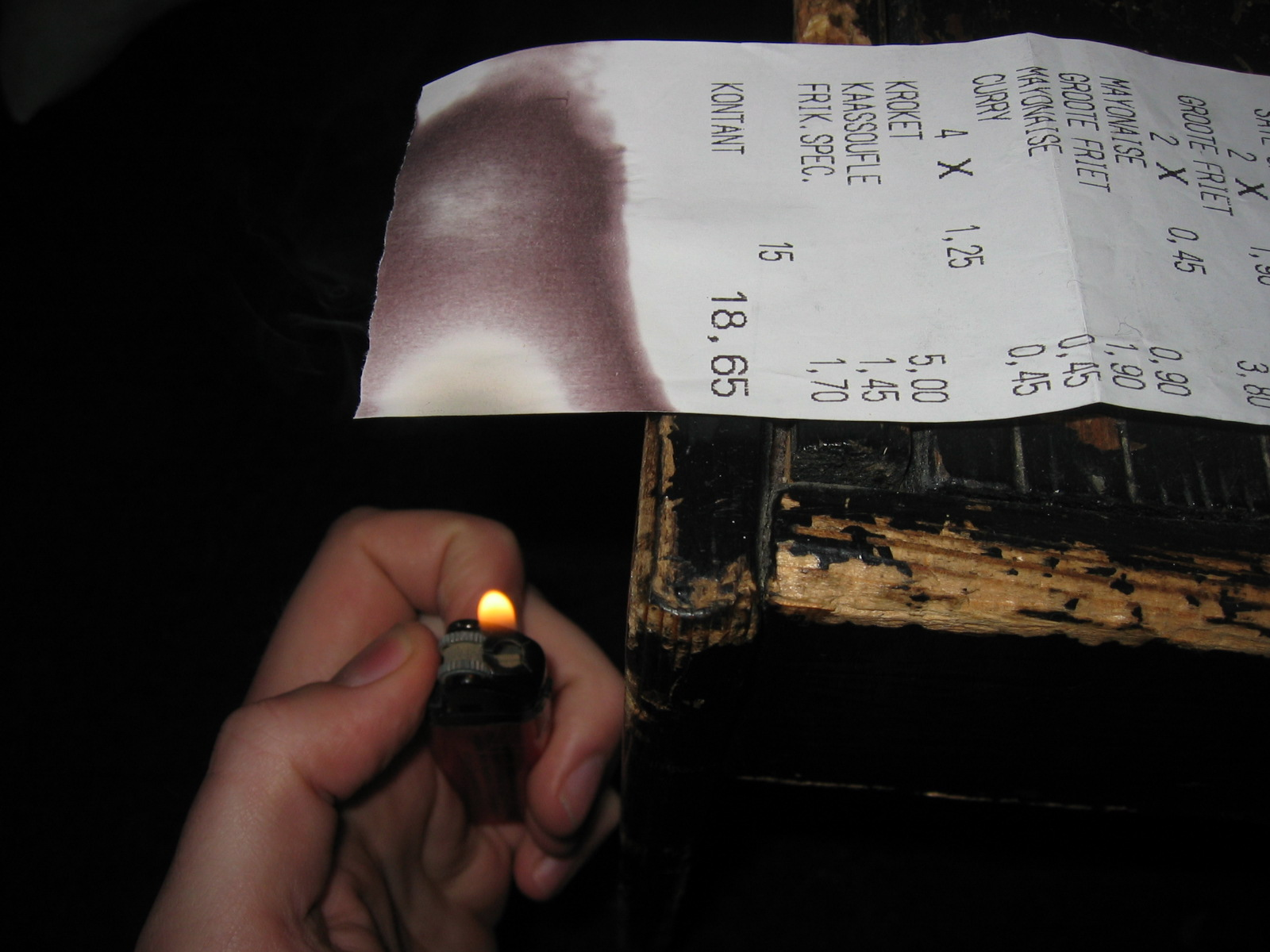
Papel térmico

Papel térmico é um papel impregnado com uma substância química que muda de cor quando exposto ao calor. Ele é utilizado em impressoras térmicas e em dispositivos leves e baratos, tais como máquinas de calcular, caixas registradoras e terminais bancários.
O papel é impregnado com uma mistura sólida de corante e ácido, e uma matriz apropriada. Quando a matriz é aquecida acima de seu ponto de fusão, o corante reage com o ácido, muda para a forma colorida e esta é então conservada quando a matriz torna a se solidificar com a suficiente rapidez.
Em 2006, a divisão Systemedia da NCR Corporation introduziu uma tecnologia de impressão térmica reversível, denominada "2ST".

## Principais aplicações
- Emissão de cupons fiscais
- Extratos bancários
- Comprovantes de cartão de crédito
- Fax
- Comprovante de votação
- Ticket de pedágio
- Cartão de embarque aeroportuário

## Principais características físicas
- Oferecido em baixas e altas gramaturas
- Cores diversas
- Alta lisura